# Sedimentologija
zajema študij modernih sedimentov kot so pesek, melj in glina, in procese, ki potekajo pred, med in po njihovem odlaganju. Sedimentologi uporabljajo znanje o modernih sedimentoloških procesih za interpretacijo procesov nastanka sedimentnih kamnin in struktur v geološki preteklosti.
Večino planeta prekrivajo sedimentne kamnine, prav tako pa zajemajo večino zgodovine Zemlje in fosilnega zapisa. Zaradi tega je sedimentologija veda, ki je močno povezana s stratigrafijo, ki proučuje fizične in časovne odnose med posameznimi litološkimi plastmi.
Sedimentologija predpostavlja, da so procesi, ki delujejo danes, delovali na enak način tudi v preteklosti. To je temelj za ugotavljanje nastanka struktur in tekstur v sedimentni kamnini ter samega nastanka kamnine. S pomočjo tega geologi prav tako rekonstruirajo paleookolja – okolja, kakšna so bila v preteklosti, v času odlaganja sedimenta in nastanka sedimentne kamnine.

### Vrste sedimentnih kamnin
Obstajajo štiri glavne vrste sedimentnih kamnin: klastične, karbonati, evaporiti in kemične sedimentne kamnine
- Klastične sedimentne kamnine sestavljajo delci, ki so se zaradi delovanja klime in erozije ločili od primarne kamnine in predstavljajo fragmente le te. Sestavljajo jih tudi posamezni fosili in minerali. Uvrščajo se na podlagi velikosti zrn in njihove sestave.
- Karbonatne sedimentne kamnine sestavljajo različni karbonati (po navadi kalcit (CaCO3)), ki so precipitirani z različnimi organskimi in anorganskimi procesi. Odvisno od nastanka, lahko vsebujejo veliko število fosilov.
- Evaporiti so sedimentne kamnine, ki so nastale z evaporacijo vode na Zemeljski površini. Značilni minerali, ki nastanejo so halit, silvin,sadra, anhidrit in dolomit.
- Kemične sedimentne kamnine zajemajo kamnine, ki so nastale s precipitacijo iz same vode. Med njih spadajo nekatere karbonatne kamnine in lapor.

### Pomen sedimentnih kamnin
Sedimentne kamnine nudijo različne produkte, ki se uporabljajo danes in so bile uporabljene v preteklih civilizacijah
- Umetnost – marmor, čeprav je metamorfozirana sedimentna kamnina, se uporablja v kiparstvu
- Arhitektura– različne sedimentne kamnine se uporabljajo kot okrasni kamen, temeljni kamen zgradb in razne okrasitve stavb, kot so oboki, stebri, plošče
- Keramična industrija uporablja apnenec pri proizvodnji cementa in lepil
- V sedimentnih kamninah se nahajajo izredno velika rudišča cinka in srebra, bakra, zlata, urana in veliko drugih dragih mineralov in kovin
- V energetiki so sedimentne kamnine pomembne predvsem v naftni industriji, saj imajo lastnost tvorbe in shranjevanja nafte. Večina nafte je bilo najdenih prav med plastmi sedimentnih kamnin. Podobno kot nafta, tudi oljni skrilavec in premog ležita med plastmi sedimentnih kamnin
- Podzemna voda – sedimentne kamnine predstavljajo velik del vodonosnikov na svetu. Znanje o sedimentnih kamninah nam omogoča boljše in učinkovitejše izkoriščanje vodonosnikov za oskrbo prebivalstva z vodo.

### Osnovni principi sedimentologije
Cilj sedimentologije, študije sedimentov, je pridobiti informacije o pogojih, ob katerih se je sediment odložil in o povezavi med posameznimi sedimentnimi sekvencami in njihovim razvojem. Znanstvene osnove so princip uniformitarizma, ki pravi, da so se sedimentne kamnine iz preteklosti odlagale na  enak način, kot se odlagajo sedimenti danes.
Pogoji, ob katerih nastajajo sedimentne kamnine so shranjeni v kamnini, v obliki različnih tekstur, fosilov in posameznih mineralov. Sedimentne kamnine odražajo vse dogodke, ki so delovali na sediment v preteklosti, provienenco sedimentnega materiala in diagenezo, ki je delovala nanj.
Princip superpozicije pravi, da je starejša kamnina vedno pod mlajšo. V idealnih primerih to tudi velja, v naravi pa je pogosto, da so kamnine deformirane, nagubane, prelomljene in premeščene. Različne teksture in druge indikatorje, ki jih lahko najdemo v sedimentnih kamninah, nam pomagajo ugotoviti prvotni položaj kamnine in razvozlati deformacije na tistem območju.
Za analiziranje gubanja v sedimentnih kamninah se uporablja princip prvotne horizontalnosti. Ta pravi, da je sedimentna kamnina odložena v horizontalni legi. Obstajajo izjeme,ki pa so izredno redke. Na podlagi tega principa lahko razvozlamo gubanje in interpretiramo informacije, ki jih nosijo kamnin.
Princip lateralne kontinuitete pravi, da se sedimentna kamnina širi lateralno v vse smeri, dokler ni prekinjena s fizičnim objektom ali topografijo.
Princip sekanja struktur pa pravi, da je  objekt, ki seka kamnino, ali intrudira vanjo, mlajši od kamnine katero je sekal.

### Metodologija v sedimentologiji
Sedimentologi se poslužujejo različnih metod za pridobivanje informacij in dokazov o naravi in pogojev odlaganja sedimentnih kamnin.
- Merjenje in opisovanje izdanka in razporeditve litološke enote. Sem spada opis litološke formacije – debelina, litologija, razporeditev, odnosi z drugimi formacijami… in kartiranje litološke enote
- Opis jeder, ki so pridobljena z vrtinajem
- Sekvence in stratigrafija – opisujejo napredovanje litolopke enote v bazenu (bazen je enota, v kateri se odlagajo sedimentne kamnine. Večinoma je to poglobljen del morja oziroma oceana)
- Opis litologije – petrološki in petrografski opis kamnine, meritve velikosti zrn, opis tekstur, oblike zrn, sortiranost in sestava sedimenta
- Geokemične analize – radiometrično datiranje, geokemična analiza izotopske sestave  in druge. S tem se določa starost sedimenta in kemična sestava.